# Kommunallandtag der Altmark

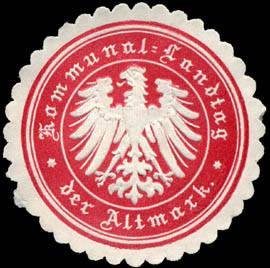
Siegelmarke Kommunal – Landtag der Altmark

Der Kommunallandtag der Altmark war ein preußischer Kommunallandtag, der räumlich für die Altmark zuständig war. Daneben bestand in der preußischen Provinz Sachsen kein weiterer Kommunallandtag.

## Geschichte
Die ständische Verfassung der Altmark ist in Tangermündescher Kreis#Geschichte geschildert. 1806 bis 1813 gehörte die Altmark zum Königreich Westphalen. Nachdem diese wieder an Preußen gefallen war, wurde zunächst die alte Verfassung wiederhergestellt. 1816 wurden die Landkreise neu zugeschnitten und die Altmark der Provinz Sachsen zugeordnet. Damit wurde die Altmark von den anderen Teilen der Kurmark getrennt, die in der Provinz Brandenburg verblieben.
Mit dem "Allgemeinen Gesetz wegen Anordnung der Provinzialstände" vom 5. Juni 1823 und dem "Gesetz wegen Anordnung der Provinzialstände in der Provinz Sachsen" vom 24. März 1824 wurde der Provinziallandtag der Provinz Sachsen (zunächst als Provinzialstände bezeichnet) als Provinziallandtag geschaffen. Die Altmärkischen Stände sahen darin eine Verletzung ihrer althergebrachten Rechte. Daher wurde die Altmark nicht durch den Provinziallandtag abgedeckt. Stattdessen wurde mit Gesetz vom 17. August 1825 für die Altmark ein eigener Kommunallandtag geschaffen. Das Gleiche galt für die Teile der Kurmark, die in der Provinz Brandenburg verblieben. Hierfür wurden zwei weitere Kommunallandtage (einer für die Neumark und einen für die anderen Teile der Kurmark) geschaffen.
Die Mitglieder wurden in drei Kurien bestimmt. Die erste Kurie bestand aus allen Besitzern eines landtagsfähigen Rittergutes. Diese mehr als 150 Rittergüter waren in der Ritterschaftsmatrikel der altmärkischen Kreise eingetragen. Die Rittergutsbesitzer erschienen persönlich. War der Eigentümer des Rittergutes minderjährig oder eine Frau, so konnte er sich durch einen Vertreter des gleichen Standes vertreten lassen. Die zweite Kurie bildeten die Vertreter der Städte. Die sieben alten Städte (Stendal, Salzwedel, Gardelegen, Seehausen (Altmark), Osterburg (Altmark), Tangermünde und Werben) stellten je einen Abgeordneten. Ein weiterer Abgeordneter wurde von den übrigen Städte gewählt. Die dritte Kurie bildete je ein Abgeordneter des Bauernstandes je Landkreis.
Für die Wählbarkeit wurde das vollendete 24. Lebensjahr, die Zugehörigkeit zur christlichen Religion und der unbescholtene Ruf vorausgesetzt. Die Abgeordneten der Städte mussten Mitglieder des Magistrates sein, die Vertreter der Bauernschaft über Grundbesitz verfügen.
Der Kommunallandtag trat jährlich zu einer Landtagssession zusammen. Der Vorsitzende des Landtags führte später den traditionellen Titel des Landeshauptmanns der Altmark.
Mit der preußischen Provinzialreform von 1875 erhielt der Provinziallandtag auch die räumliche Kompetenz für die Altmark. Der Kommunallandtag blieb bestehen, verlor aber die meisten Aufgaben. 1927 wurde der Kommunallandtag aufgelöst. Die Archivalien befinden sich im Staatsarchiv Magdeburg.

## Landtagsgebäude

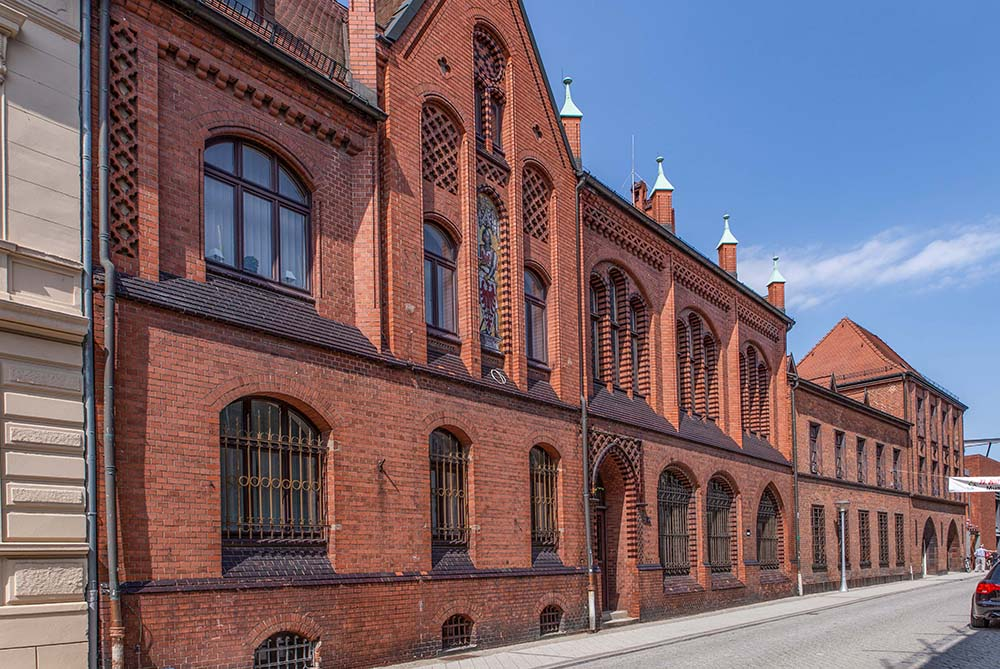
Ständehaus in Stendal, Poststraße 3/3b, 2018

Der Kommunallandtag konnte seinen Sitz selbst wählen und tagte in Stendal. Der Kommunalständische Verband der Altmark kaufte 1892 in der Poststraße in Stendal für sich Grundstücke, wo er ein Verbandsgebäude für die eigene Verwaltung, den Kommunallandtag und die 1846 gegründete Ständische Sparkasse der Altmark errichten ließ. Das Gebäude entstand 1892 bis 1894 nach Plänen Ferdinand Schorbachs. Das Ständehaus gehört heute der Kreissparkasse Stendal und dient diesem Institut als Hauptstelle.

## Mitglieder
Für die Mitglieder des Kommunallandtags siehe die Kategorie:Mitglied des Kommunallandtags der Altmark.